# مورن جالو ریج
مورن جالو ریج (به لاتین: Morne Jaloux Ridge) یک منطقهٔ مسکونی در گرنادا است که در Saint George Parish, Grenada واقع شده‌است. مورن جالو ریج ۱۲۹ متر بالاتر از سطح دریا واقع شده‌است.